# Alfa Romeo 12C-36 Tipo C

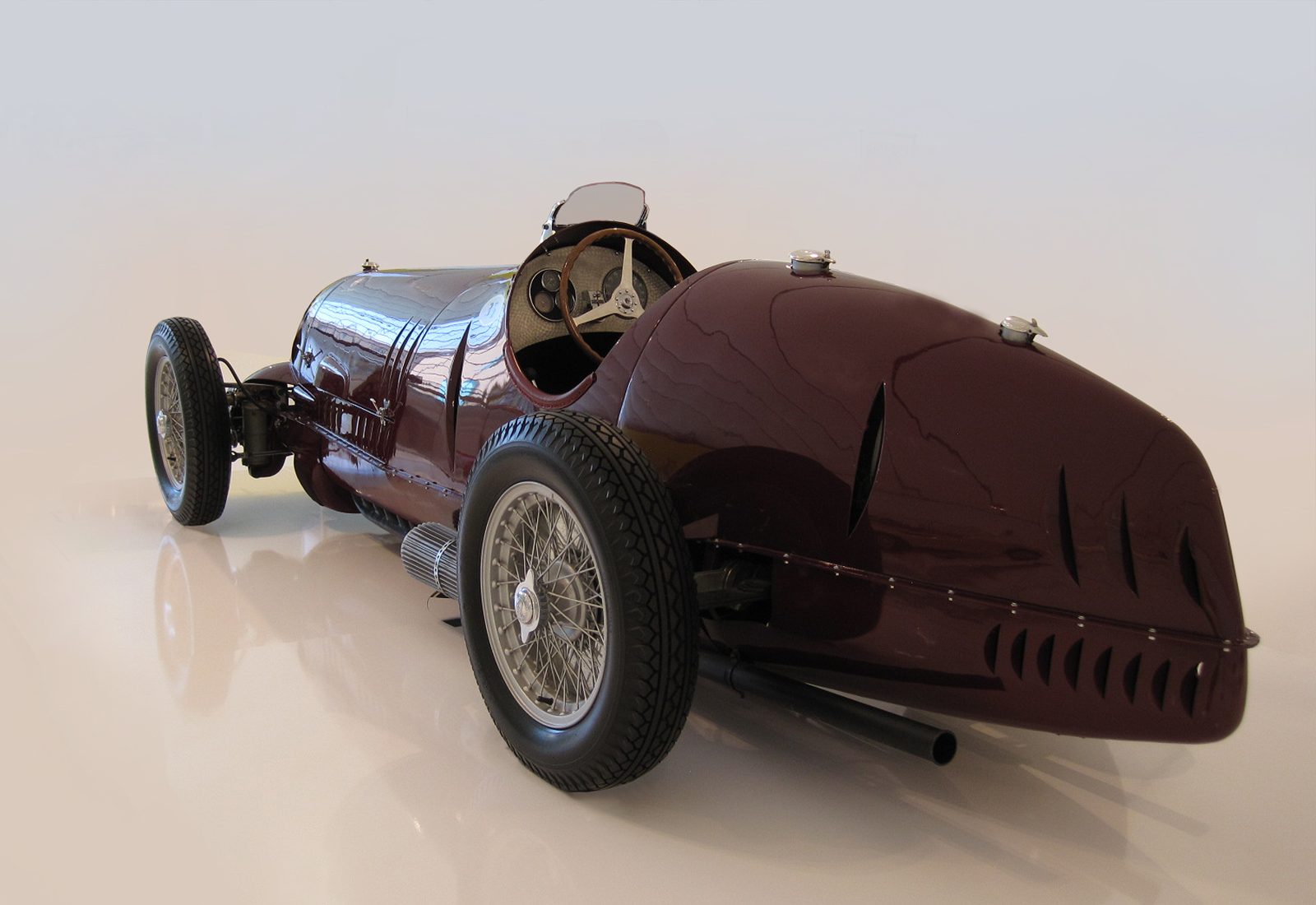
Alfa Romeo 12C 36 Tipo C

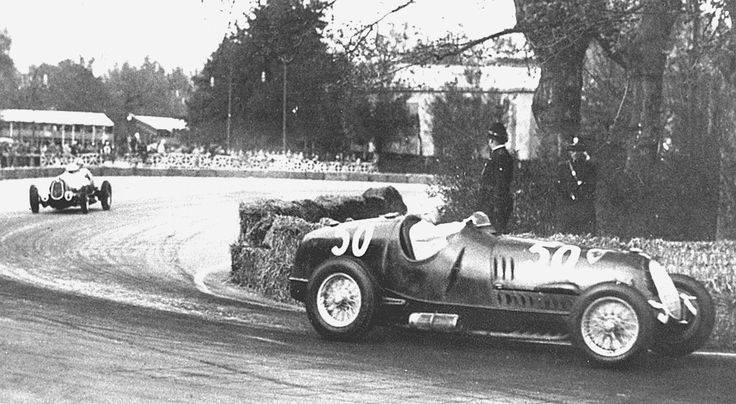
Giuseppe Farina (#50), auf AR 12C-36 im Parco del Valentino bei Turin (18. April 1937). Er wurde Zweiter, hinter Brivio, aber vor Trossi und Pintacoda – Alle 4 Top-Fahrer starteten auf dem 12C-36.

Der Alfa Romeo 12C oder Tipo C war ein Grand-Prix-Rennwagen mit Zwölfzylindermotor des italienischen Automobilherstellers Alfa Romeo, der von 1936 bis 1937 in zehn Exemplaren hergestellt wurde (sechs Versionen 12C-36 und vier Versionen 12C-37).

## Modellhistorie
Der 12C-36 wurde auf den vorhandenen sechs Tipo-C-Chassis des Vorgängermodells aufgebaut. Vier Chassis für den 12C-37 entstanden neu, obwohl nur zwei tatsächlich für die Coppa Acerbo und den italienischen Grand Prix von 1937 zum Einsatz kamen. Anfang 1938 wurden die verbleibenden Tipo-C-Chassis (8C-35, 12C-36) in Fahrzeuge des Tipo 308 umgebaut, wobei der Achtzylindermotor tiefer im Chassis platziert die Karosserie völlig neu war. Die vier noch verfügbaren 12C-37-Chassis wurden als Tipo 312 (V12 auf 3 Liter verkleinert) und Tipo 316 (V16, zusammengesetzt aus zwei 158er-Motoren mit gemeinsamem Kurbelgehäuse) zu Formel-Rennwagen umgebaut.

## Hintergründe
Mit dem Auftauchen der vom NS-Regime unterstützten deutschen Grand-Prix-Teams von Mercedes-Benz und Auto Union begann die Dominanz Alfa Romeos allmählich zu schwinden. In der Sportwagen- und GP-Serie hatte Vittorio Janos hervorragender Achtzylinder-Motor in den frühen 1930er Jahren dominiert, was zu vier Le-Mans-Siegen in Folge für den 8C 2300 und vielen Grand-Prix-Siegen für den Tipo B „P3“ führte. Ende 1934 hatte sich die Situation endgültig gedreht: Nun dominierten Mercedes-Benz W 25 und Auto Union Typ B das Feld. Während die Alfa-Romeo-Fahrer 1935 weiter kämpften, war die Fabrik damit beschäftigt, ein neues Chassis und einen neuen Motor zu bauen.

## Rennhistorie
Der 12C-36 feierte 1936 sein Debüt beim Gran Premio di Tripoli und der 12C-37 bei der Coppa Acerbo 1937. Der 12C-36 war mit dem neuen V12-Motor anstelle des 3,8-Liter-Achtzylinder-Reihenmotors des Vorgängermodells 8C-35 ausgestattet. Der 12C-37 war ein neu entwickeltes Auto mit einem niedrigeren Chassis und einem Motor, dessen Hubraum auf 4475 cm³ erweitert worden war. Der Motor hatte jetzt Rollen- anstelle von Gleitlagern und zwei kleinere Kompressoren statt eines einzigen großen.
Das Auto litt unter einem schlechten Handling, das nicht rechtzeitig zum Großen Preis von Italien 1937 verbessert werden konnte, und war daher nicht erfolgreich. Das war auch der Grund für den Rücktritt von Chefkonstrukteur Vittorio Jano bei Alfa Romeo Ende 1937.

## Erfolge
| Jahr | Rennen                             | Strecke                | Fahrer              |
| ---- | ---------------------------------- | ---------------------- | ------------------- |
| 1936 | Gran Premio de Penya Rhin          | Circuit de Montjuïc    | Tazio Nuvolari      |
| 1936 | Gran Premio di Milano              | Parco Sempione         | Tazio Nuvolari      |
| 1936 | Gran Premio di Modena              | Circuito di Modena     | Tazio Nuvolari      |
| 1936 | Vanderbilt Cup                     | Roosevelt Raceway      | Tazio Nuvolari      |
| 1937 | Gran Premio di Milano              | Parco Sempione         | Tazio Nuvolari      |
| 1937 | Gran Premio del Valentino          | Parco del Valentino    | Antonio Brivio      |
| 1937 | Gran Premio di Napoli              | Circuito di Napoli     | Giuseppe Farina     |
| 1937 | Bergrennen Parma–Poggio di Berceto | Parma–Berceto          | Mario Tadini        |
| 1937 | Gran Premio della Superba          | Circuito della Superba | Carlo Felice Trossi |

Alle Siege mit dem 12C-36

## Technische Informationen
Untenstehende Tabelle listet die hauptsächlichen Unterschiede und Gemeinsamkeiten zwischen den beiden Versionen auf.
|                           | Alfa Romeo 12C-36                                               | Alfa Romeo 12C-37                                                                           |
| ------------------------- | --------------------------------------------------------------- | ------------------------------------------------------------------------------------------- |
| Motor                     | 12-Zylinder-V-Motor 60º                                         | 12-Zylinder-V-Motor 60º                                                                     |
| Hubraum                   | 4064 cm³ / 248 cu in                                            | 4495 cm³ / 274.3 cu in                                                                      |
| Bohrung × Hub             | 70,0 mm × 88,0 mm                                               | 72,0 mm × 92,0 mm                                                                           |
| Verdichtungsverhältnis    | 7,1 : 1                                                         | 7,3 : 1                                                                                     |
| Leistung bei 1/min        | 370 PS (276 kW) bei 5800                                        | 430 PS (321 kW) bei 5800                                                                    |
| Ventilsteuerung           | zwei obenliegende Nockenwellen / 2 Ventile pro Zylinder         | zwei obenliegende Nockenwellen / 2 Ventile pro Zylinder                                     |
| Gemischaufbereitung       | 2 Weber-50-DCO Vergaser, Roots-Gebläse                          | 2 Weber-Vergaser, Doppel-Roots-Gebläse                                                      |
| Kühlung                   | Wasser                                                          | Wasser                                                                                      |
| Getriebe                  | 4-Gang-Getriebe, nicht synchronisiert (Hinterradantrieb)        | 4-Gang-Getriebe, nicht synchronisiert (Hinterradantrieb)                                    |
| Bremsen                   | hydraulisch betätigte Trommelbremsen an allen Rädern            | hydraulisch betätigte Trommelbremsen an allen Rädern                                        |
| Radaufhängung vorn        | Kurbellenkerachse, Schraubenfedern, hydraulische Stoßdämpfer    | Querarme, Schraubenfedern, hydraulische Dämpfer                                             |
| Radaufhängung hinten      | Pendelachse, Querblattfeder, Reibungs- und hydraulische Dämpfer | Pendelachse, halbelliptische Querblattfedern, hydraulische Teleskopdämpfer, Reibungsdämpfer |
| Karosserie und Rahmen     | Aluminiumkarosserie auf Leiterrahmen                            | Aluminiumkarosserie auf Leiterrahmen                                                        |
| Radstand                  | 2750 mm                                                         | 2800 mm                                                                                     |
| Spurweite vorn / hinten   | 1350 mm / 1350 mm                                               | 1370 mm / 1430 mm                                                                           |
| Reifengröße vorn          | 6.5 × 18                                                        | –                                                                                           |
| Reifengröße hinten        | 6.5 × 19                                                        | –                                                                                           |
| Maße L × B × H            | 4200 mm × 1520 mm × 1215 mm                                     | 4240 mm × k. A. × 1130 mm                                                                   |
| Leergewicht (ohne Fahrer) | 820 kg                                                          | 810 kg                                                                                      |
| Tankinhalt                | 170 l                                                           | –                                                                                           |
| Kraftstoffverbrauch       | –                                                               | –                                                                                           |
| Höchstgeschwindigkeit     | 290 km/h (180 mph)                                              | 310 km/h (193 mph)                                                                          |